# Jeziaryszcza (jezioro)
Jeziaryszcza (biał. Езярышча, ros. Езерище, Jezieriszcze) – jezioro położone na Białorusi (rejon horodecki obwodu witebskiego) przy granicy z Rosją (rejon newelski obwodu pskowskiego). Jeden z największych zbiorników wodnych w kraju. Na zachodnim brzegu leży osiedle typu miejskiego o tej samej nazwie.

## Geografia
Sporych rozmiarów zbiornik wodny pochodzenia polodowcowego o powierzchni 15,39 km² i podłużnym kształcie położony na osi północny zachód — południowy wschód. Linia brzegowa jest bardzo urozmaicona, z licznymi zatokami, półwyspami i wyspami, zwłaszcza we wschodniej części jeziora. Jej łączna długość to 32,8 km, natomiast powierzchnia 20 wysp wynosi 0,67 km².
Północno-wschodnim brzegiem jeziora Jeziaryszcza przebiega granica białorusko-rosyjska. Brzeg ten, zbudowany z iłów morenowych wznosi się ponad 25 metrów nad poziomem lustra wody; pozostałe brzegi zbiornika wyraźnie łagodniejsze i niższe (ok. 5 m). Maksymalna długość jeziora to 8,87 km, szerokość – 2,6 km. Dno zbiornika o nieregularnej rzeźbie, z mieliznami i głębiami. Maksymalna głębokość to 11,5 m w niewielkiej części centralnej, średnia głębokość jeziora – 4,4 m. Strefa przybrzeżna jest niezwykle wąska, piaszczysto-żwirowa o szerokości 5–10 m. Około 60% powierzchni jeziora przypada na głębokość większą niż 5 m (poniżej 2 m – 12–19%).
Jezioro zasilane jest przez trzy niewielkie cieki: Ahniesz, Duboukę, Tryzubkę wpadające do zbiornika na jego południowo-wschodnim krańcu (a także kilka mniejszych strumieni), odwadnia je rzeka Obol – dopływ Dźwiny – z wypływem po zachodniej stronie akwenu.
Lustro zbiornika zostało w 1959 roku sztucznie podpiętrzone w wyniku wybudowania progu wodnego na rzece Obol (Kluczohorska Elektrownia Wodna). W połączeniu z wylesieniem i dużym nachyleniem niektórych brzegów doprowadziło to do ich erozji oraz spływu nawozów z okolicznych pól. W efekcie doszło do pogorszenia się jakości wody (w 1983 r. przejrzystość oceniano na 1,5 m). 

## Flora
Jezioro ma charakter eutroficzny, latem woda nagrzewa się do dna. W latach 80. XX wieku około 10–12% powierzchni jeziora pozostawało pokryte roślinnością wodną, której głównym siedliskiem jest piaszczysta strefa przybrzeżna. Wśród makrofitów dominują helofity: trzciny czy manna. Licznie występują także rośliny podwodne (ryzofity), np. z rodzaju rdestnica.

## Fauna

### Ichtio- i awifauna
W jeziorze żyją liczne gatunki ryb (m.in. leszcz, sandacz, szczupak, okoń, płoć, jaź, krąp, wzdręga, lin, ukleja, karaś, węgorz, miętus).
Ponadto z uwagi na niewielką głębokość stanowi ono ostoję ptactwa wodnego i brodzącego. W 1979 akwen ustanowiono rezerwatem ornitologicznym (Jeziaryszczanski) o powierzchni 21 km² (stan na 1982 r.). Obejmuje on całe jezioro wraz z wyspami, przyległymi bagnami u wlotu rzeki Dubouki i wypływu rzeki Obal a także 100-metrowy pas przybrzeżny. Na jego terenie odnotowano gniazdowanie 61 gatunków ptaków, kolejne 47 gatunków pojawia się w rezerwacie w czasie migracji. Do najczęściej spotykanych należą rycyki, czajki, krwawodzioby, bekasowate, mewy: mała i siwa czy dzikie kaczki. Ich liczbę w latach 80. szacowano na 250 par na ha.

### Makrobentos
Licznie występują ochotkowate i wodne mięczaki, których ilość pod koniec lat 80. XX wieku szacowano na 17,36 g/m².

### Zooplankton
W przeciwieństwie do makrofitów, jezioro jest stosunkowo ubogie w zooplankton, który reprezentowany jest przez 10 gatunków skorupiaków niższych i 10 gatunków wrotków. W 1988 r. ich ilość oceniano na 5,18 g/m³ z tendencją wzrostową.